# 微人脉
微人脉是新浪微博上的一款网页应用，一个面向白领和商务人士的社交网络（SNS），提供与LinkedIn类似的社交招聘、人际关系拓展、话题讨论等服务。

## 登录方法
用户可以使用新浪微博账号登录微人脉，如果没有新浪微博账号，则需要先注册。初次登录时，会导入新浪微博资料作为个人资料的一部分，用户补充真实姓名、公司或机构、职位或头衔，选择所在行业后，即可进入微人脉首页。

## 主要功能
- 人脉。这是微人脉用户上的“好友”概念：一方发起加为人脉，另一方同意后，双方即成为人脉。
- 简历（个人资料）。用户可以在个人资料中添加自己的职业经历、受教育经历、参加过的项目、技能等信息，还可以为自己打上各种兴趣标签。另外，在设置中，用户可以设定有权查看自己简历的人群，默认限制为只有人脉可以查看。
- 评价。用户可以对任何其他微人脉用户或项目进行整体评价，人脉之间可以评价彼此的技能和职业经历、受教育经历。另外，参加过同一个项目的用户，可以互相评价彼此在该项目中的表现。用户收到和发出的项目，会显示在用户的个人资料界面。
- 机遇。这是微人脉供用户展现自己的供给和需求的平台。用户可以发布4种机遇：招聘、求职、项目合作、其他。机遇的发布者会收到系统自动推荐的可能感兴趣的用户，相应地，可能感兴趣的用户也会收到推荐的机遇。另外，感兴趣的用户可以公开或私下询问机遇、投递简历。
- 行业圈。微人脉为每个行业都提供了一个“行业圈”。用户点击首页上的“行业圈”，默认会进入用户设置的自己的行业，可以切换查看其他行业。行业圈的内容分为三级：

（1）话题，也就是常说的楼主，支持富文本；
（2）评论，也就是对上一级内容“话题”的评论，支持富文本；
（3）回复，也就是对上一级内容“评论”的回复，不支持富文本。行业圈中会优先显示热门和最新的话题、评论。
- 站内信。微人脉用户的私下沟通工具，类似新浪微博的私信。[5] [6]